# Kanton Chalon-sur-Saône-Centre
Kanton Chalon-sur-Saône-Centre (francouzsky Canton de Chalon-sur-Saône-Centre) je francouzský kanton v departementu Saône-et-Loire v regionu Burgundsko. Tvoří ho pouze centrum města Chalon-sur-Saône.